# هيرمان كيفر
هيرمان كيفر (بالألمانية: Herman Kiefer)‏ هو دبلوماسي وثوري وأستاذ جامعي وشاعر ألماني وأمريكي، ولد في 19 نوفمبر 1825 في زولتسبورغ في ألمانيا، وتوفي في 11 أكتوبر 1911 في ديترويت في الولايات المتحدة.